# Теологический фатализм
Аргумент о свободной воле, парадокс свободной воли или теологический фатализм — вера в божественное предопределение, контролирующее события и ход жизни человека. Каждый индивидуум рассматривается как подверженный влиянию высших сил, которые предопределяют его жизненный путь, решения и выбор. Ассоциируется с различными религиозными учениями, включая ислам, кальвинизм и янсенизм, где особое внимание уделяются божественному вмешательству в человеческую жизнь. Основная идея заключается в том, что судьба предопределена и имеет заранее определённый план или предназначение, управляемое высшей силой, и не поддаётся изменению. Но также существует и множество противоречий по поводу утверждений о всеведении Бога, в частности, что всеведение и свобода воли несовместимы и что любая концепция Бога, включающая оба свойства немыслима.

## Всеведение и свобода воли

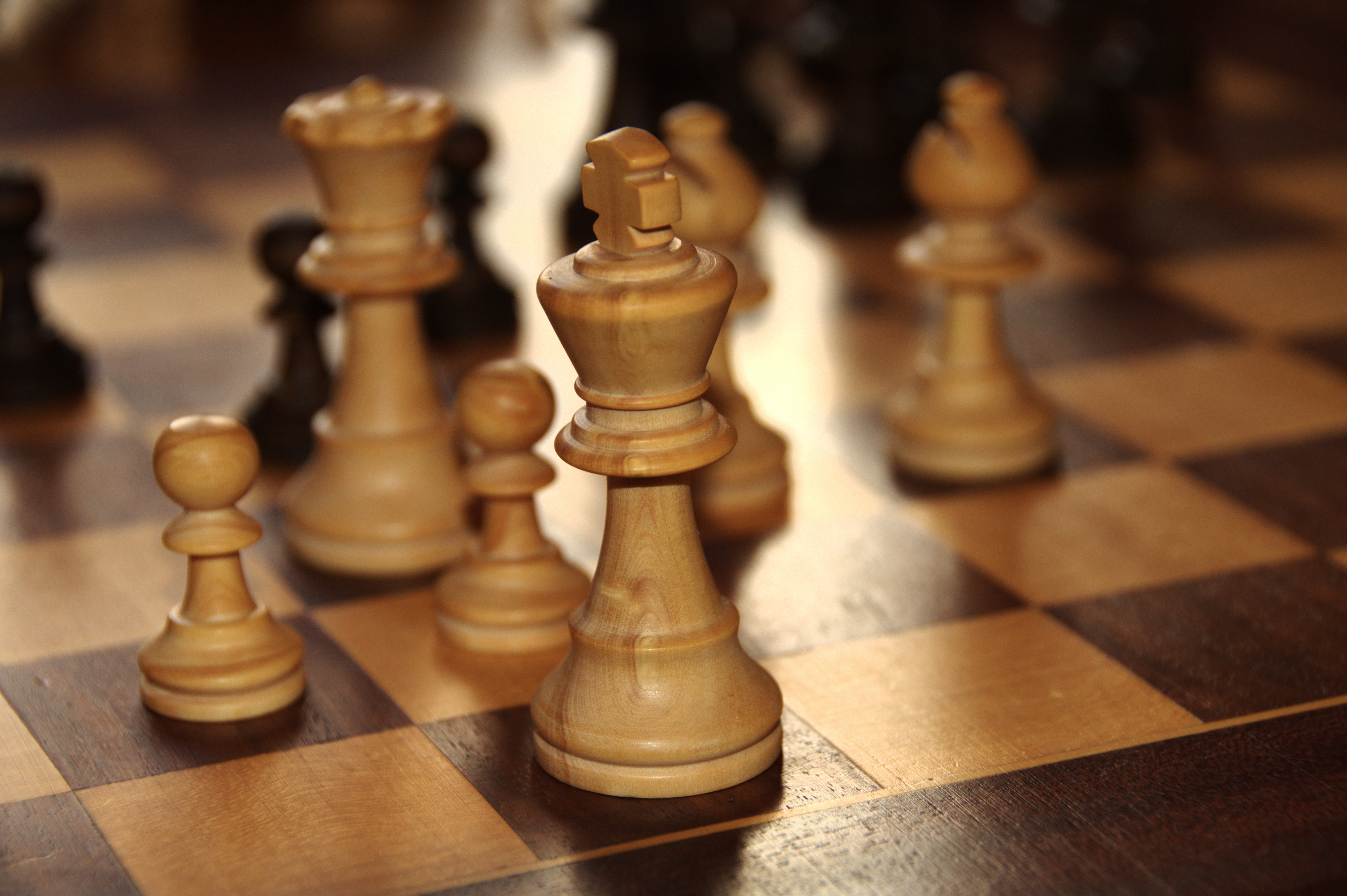
Если Бог создал игру, её правила и игроков, то как может любой игрок быть свободным?

Некоторые аргументы против существования Бога сосредоточены на предполагаемой несогласованности человечества, обладающего свободой воли, и Божественного всеведения.
Известный иудейский философ Моисей Маймонид описал конфликт между божественным всемогуществом и свободной волей сотворённого им человека, в традиционных терминах добрых и злых поступков, следующим образом:
… Знает ли Бог или не знает, что определённый человек будет хорошим или плохим? Если вы скажете «знает», то из этого обязательно следует, что человек вынужден действовать так, как Бог заранее знал, как он поступит, иначе знание Бога было бы несовершенным…
Один англиканский теолог дал подобное описание христианского откровения:
...Писание ставит перед нами две великие противоположные истины: во-первых, абсолютный суверенитет Бога (см. Рим. 9, 20 и далее) и, во-вторых, ответственность человека. Наш интеллект не может примирить их.
Логическая формулировка этого аргумента может быть следующей:
1. Бог знает «В» (выбор), который, как утверждает человек, «сделан свободно».
2. Теперь необходимо, чтобы «В» произошёл (сбылся, случился).
3. Если теперь необходимо, чтобы «В» произошёл, то «В» не может быть иным (это определение «необходимо»). То есть, не существует фактических «возможностей», обусловленных предопределением.
4. Если вы не можете поступить иначе, чем, когда вы действуете, вы не действуете свободно (Принцип альтернативных возможностей).
5. Поэтому, когда вы совершаете поступок, вы не совершаете его свободно.

Однако Норман Шварц утверждает, что вышеприведённые аргументы совершают модальное заблуждение. В частности, он утверждает, что эти аргументы предполагают, что если «В» сделан истинно, то становится необходимым, чтобы «В» был истинным, что неверно, поскольку «В» является условным (смотрите модальную логику). В противном случае можно утверждать, что будущее уже определено, независимо от его действий.
Были предложены и другие способы примирения Божьего всеведения со свободой воли человека. Некоторые пытались дать новое определение или переосмыслить свободу воли:
- Бог может заранее знать, что я сделаю, потому что свободу воли следует понимать только как свободу от принуждения, а всё остальное — иллюзия. Таков ход, сделанный философией компатибилизма.
- Суверенитет (автономия) Бога, существующий внутри свободного агента, обеспечивает сильное внутреннее побуждение к действию (призвание) и силу выбора (избрание). Таким образом, действия человека определяются тем, что он действует в соответствии с относительно сильными или слабыми побуждениями (как от Бога, так и от окружающей среды) и своей собственной относительной силой выбора[9].

Предложение, впервые предложенное Боэцием, а затем Фомой Аквинским и Клайвом Льюисом, предполагает, что Бог воспринимает время иначе, и что это имеет отношение к нашему пониманию нашей собственной свободы воли. В своей книге «Просто христианство» Льюис утверждает, что Бог на самом деле находится вне времени и поэтому не «предвидит» события, а скорее просто наблюдает их все сразу. Он объясняет:
Но предположим, что Бог находится вне и выше линии времени. В таком случае то, что мы называем «завтра», видится Ему точно так же, как и то, что мы называем «сегодня». Все дни для Него — «сейчас». Он не помнит, что вы делали вчера, Он просто видит, как вы это делаете: потому что, хотя вы потеряли вчерашний день, Он его не потерял. Он не «предвидит», что вы сделаете что-то завтра, Он просто видит, как вы это делаете: потому что, хотя для вас завтра ещё не наступило, для Него оно наступило. Вы никогда не предполагали, что ваши действия в данный момент менее свободны, потому что Бог знает, что вы делаете. Так вот, Он точно так же знает и ваши завтрашние действия — потому что Он уже в завтрашнем дне и может просто наблюдать за вами. В каком-то смысле Он не знает о ваших действиях, пока вы их не совершите: но тогда момент, в который вы их совершили, уже «сейчас» для Него.
Распространённым возражением является утверждение, что молинизм, или вера в то, что Бог может знать контрфактически о действиях своих творений, является истинным. Этот аргумент использовали, в частности, Алвин Плантинга и Уильям Лейн Крейг.

## Аргумент свободной воли в пользу несуществования Бога
Дэн Баркер предполагает, что это может привести к «Аргументу свободной воли в пользу несуществования Бога» на том основании, что всеведение Бога несовместимо с наличием у Бога свободной воли и что если у Бога нет свободной воли, то Бог не является существом с личностью.
Теисты в целом согласны с тем, что Бог — личное существо и что Бог обладает всеведением, но есть некоторые разногласия по поводу того, что означает «всеведущий»:
1. «знает всё, что Бог хочет знать и что логически возможно знать»; или вместо этого немного более сильный вариант:
2. «знает всё, что логически возможно знать».

Эти два термина известны как неотъемлемое и полное всеведение, соответственно.